# Dynamo Rostov-on-Don
El Dynamo Rostov-on-Don (en ruso: Динамо (Ростов-на-Дону)) es un equipo de fútbol de Rusia que juega en el Campeonato de Rostov.

## Historia
Fue fundado en el año 1925 en la ciudad de Rostov-on-Don como el equipo representante de la Sociedad Deportiva Dynamo en la ciudad.
En 1936 fue uno de los equipos fundadores de la Primera Liga Soviética, liga en la que dos años después obtiene el subcampeonato solo detrás del Spartak Leningrado y logra el ascenso a la Primera División de la Unión Soviética.
Su primera temporada también fue de despedida al descender luego de terminar en el lugar 18 entre 25 equipos, la que terminaría siendo su única temporada en la primera división de la Unión Soviética.
Luego de que finalizara la Segunda Guerra Mundial el club estuvo en la Segunda Liga Soviética, logrando el título en la temporada de 1949, año en el que el club desaparece luego de que la Sociedad Deportiva Dynamo decidiera cerrar a varios de sus equipos en toda la Unión Soviética.
En 2008 el club fue refundado en la liga de Rostov, y cuatro años después logra el ascenso a la Tercera División de Rusia, logrando el título y el ascenso a la Segunda División de Rusia.

## Palmarés

### Era Soviética
- Segunda Liga Soviética: 1

1949

### Era Independiente
- Tercera División de Rusia: 1

2012/13
- Liga Regional del Sur: 1

2010